# 西鉄バス佐賀・鳥栖支社

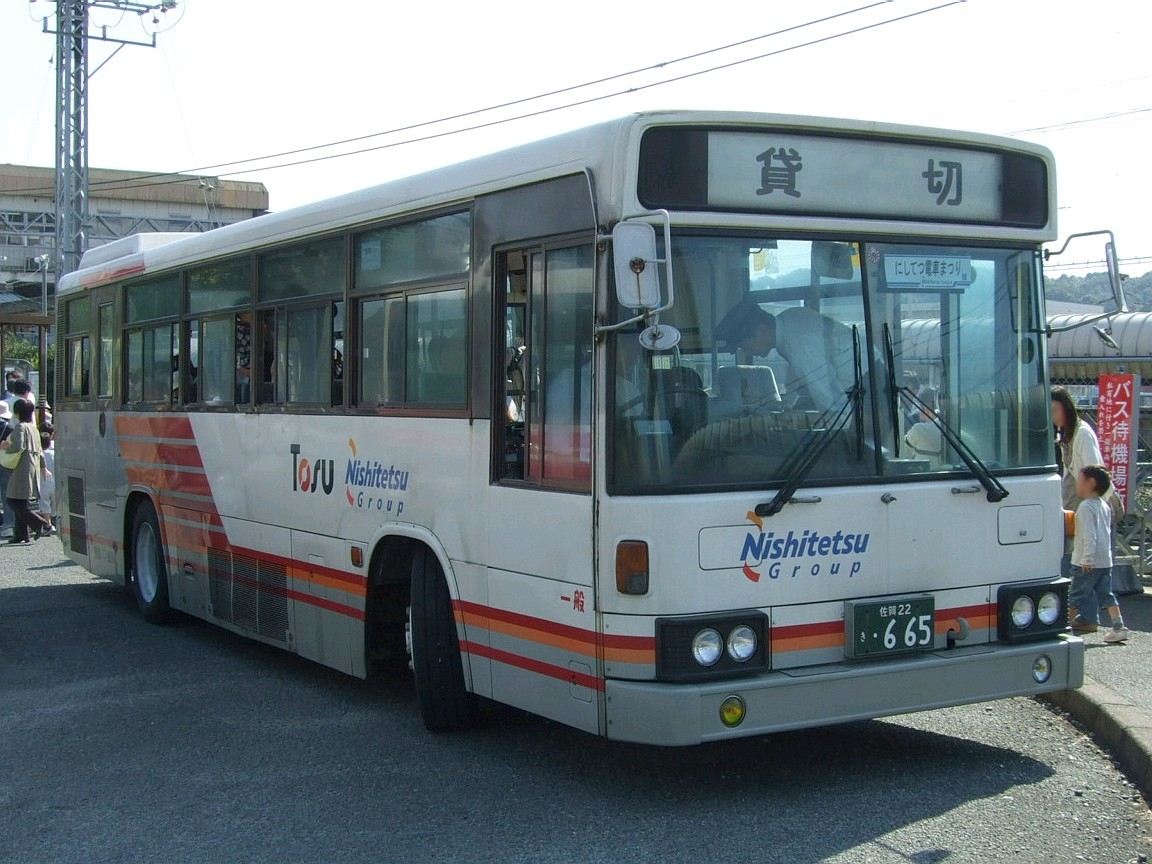
旧鳥栖交通色（現在廃車）

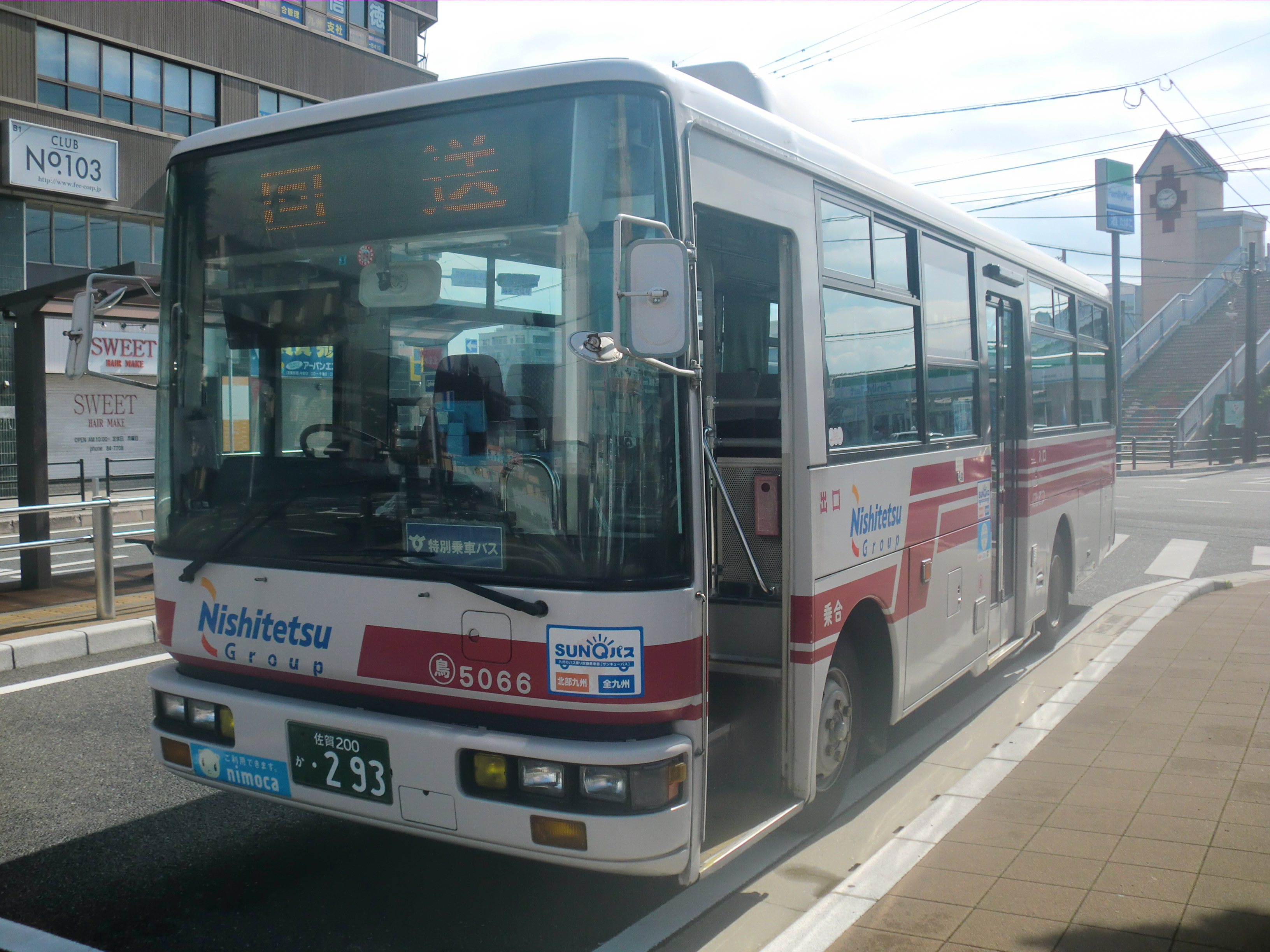
所属車両（元二豊交通色、現在廃車）

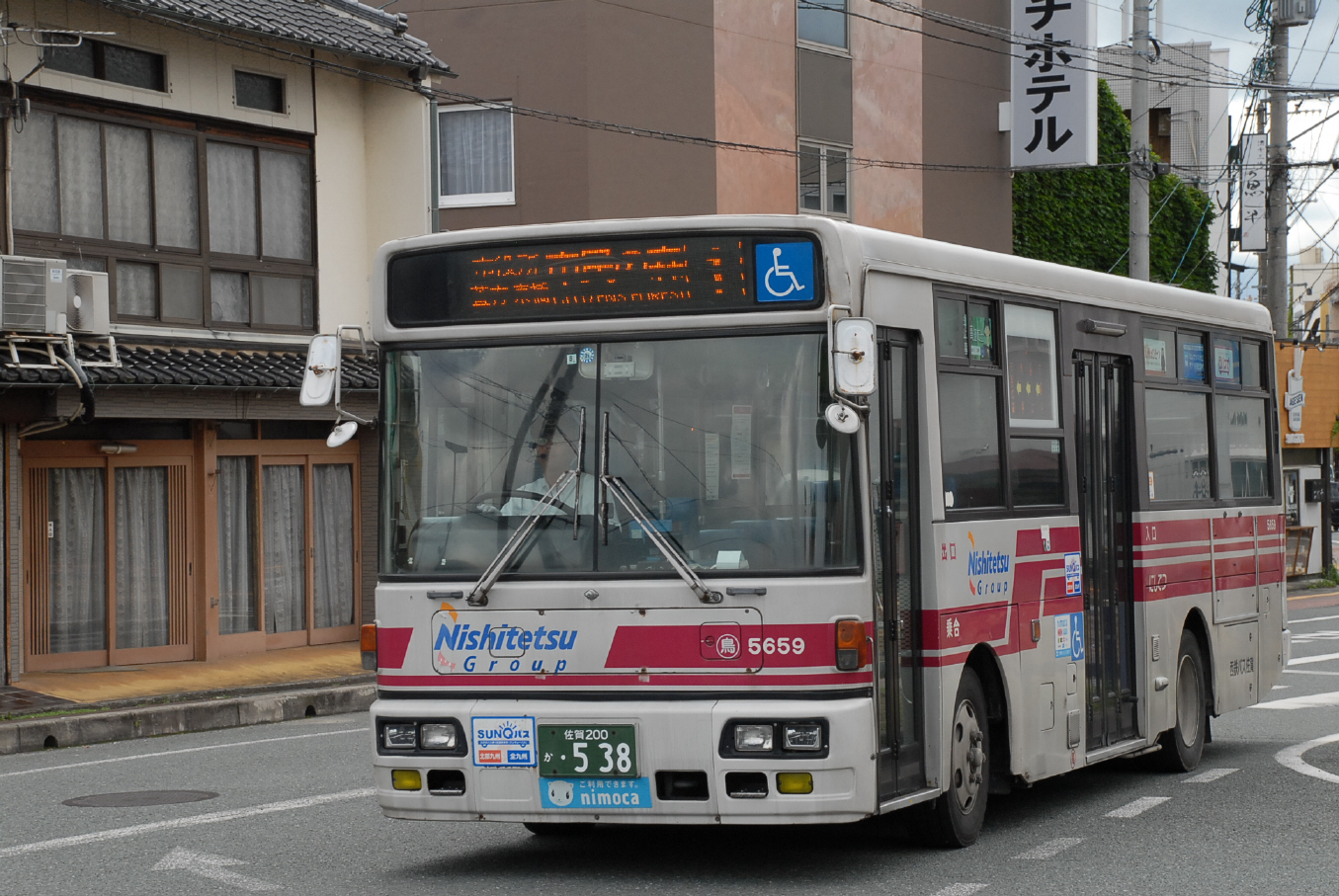
中型路線車

西鉄バス佐賀・鳥栖支社（にしてつバスさが とすししゃ）は、西日本鉄道（西鉄）の子会社である西鉄バス佐賀のバス営業所の一つ。所在地は佐賀県鳥栖市元町川原1303番1号。営業所表記は○鳥。
主に鳥栖市と周辺都市を結ぶの路線の運行や、佐賀県東部と小郡市のコミュニティバスを受託などを行なっている。営業所の最寄りバス停留所は「西鉄鳥栖」。1961年8月30日開設、9月1日運行開始。

## 一般路線
2021年10月1日現在の路線（太字は終点・始発停留所）

### 鳥栖市内線
いずれもJR鳥栖駅を拠点として運行している。

#### 河内線
- 1：鳥栖駅前 - 市役所前 - 萱方 - 東橋（あずまばし） - とりごえ温泉 - 市民の森 - 河内
- 2：鳥栖駅前 - 市役所前 - 萱方 - 松本 - 河内ダム - 河内
  - 基本的には1番鳥栖駅 - 市民の森の運行だが、1日1本のみ東橋止まり、河内発着がある。2番は山間部の過疎地を走行する区間があるため数本しか運転しない。東橋・谷口 - 河内はフリーバス区間となる。中型車が使用されている。

#### 麓線
- 3：鳥栖駅前 - 西鉄鳥栖 - 鳥栖商業高校前 - 新鳥栖駅前 - 麓駅前 - 西部工業団地口
- 5：鳥栖駅前 - 西鉄鳥栖 - 新鳥栖駅前 - 麓駅前 - 旭小学校前 - 旭駅前 - 下野
  - 3番は鳥栖市内にある西部工業団地口へ向かう路線。5番は鹿児島本線・九州新幹線千歳川橋梁付近にある下野へ向かう路線だが、本数は少なく平日3往復、土休日は2往復のみ運転される。いずれも2011年3月12日のダイヤ改正より新鳥栖駅を経由するようになった。中型車が使用される。

#### 弥生が丘線
- 6：鳥栖駅前→市役所前→太田観音入口→赤坂→弥生が丘駅→産業団地→弥生が丘駅→赤坂→太田観音入口→市役所→鳥栖駅前
  - 鳥栖市中心部と弥生が丘地区を結ぶ路線。弥生が丘地区で片方向の循環運転を行う。中型車が使用される。
  - もともとこの路線は2010年のダイヤ改正で、従来の弥生が丘地区へ向かう路線と、その付近に事業所を置く「シーエックスカーゴ」の社員送迎バスを統合して運行を開始したもので、同社が西鉄バス佐賀（鳥栖支社）へ委託して運行するという日本初の試みを行っていたが、2012年9月限りでシーエックスカーゴ構内に入らないようになった。

### 広域路線
鳥栖市と近隣の都市を結ぶ。久留米 - 鳥栖線と綾部線は、地域間幹線系統として、国・福岡県・沿線自治体の補助を受けて運行する。

#### 久留米 - 鳥栖線
- 10／→1（西鉄久留米→JR久留米間）
  - 西鉄鳥栖 - 鳥栖駅前 - 曽根崎 - 高田 - 久留米警察署前 - 西鉄久留米 - 六ツ門 - 荘島 - JR久留米駅

- - 鳥栖市から久留米市へ向かう路線で、概ね1時間に1本運転される。西鉄久留米から曽根崎付近のうち大半は国道3号を経由するが、久留米大橋以南では櫛原町付近で国道3号をそれて市街地を走行する。中型ワンステップ車を使用する。
  - JR久留米駅行きの場合、西鉄久留米で行先番号を1番に変更する。

#### 神埼線
- 40
  - 佐賀第二合同庁舎 - 佐賀駅バスセンター - 大財町 - 片田江 - 神埼市役所前 - 目達原（吉野ヶ里町） - 長門石 - JR久留米駅 - 荘島 - 六ツ門 - 西鉄久留米 - 文化センター前 - 信愛学院
  - ニュータウン青葉台 - 長門石 - JR久留米駅 - 荘島 - 六ツ門 - 西鉄久留米

- 佐賀市から久留米市を国道34号経由で結ぶ路線。西鉄バス久留米・御井町支社、西鉄バス佐賀・佐賀本社との共同運行。鳥栖支社は2020年3月改正から担当するようになった。信愛学院行きは西鉄久留米→信愛女学院間を行先番号1番として運行するが鳥栖支社は信愛学院の系統は現在担当ない。佐賀市交通局との重複区間のうち材木橋、瓦町南には停車しない。
- 久留米方面は西鉄久留米行き、佐賀方面は目達原行きと佐賀第二合同庁舎行きがほぼ半数ずつ運行される。ニュータウン青葉台発着は本数が少ない。
- 鳥栖支社担当分は基本的に大型車を使用するが、御井町支社ともに車両検査時により中型車を使用することがある。
- 2020年3月のダイヤ改正でニュータウン青葉台系統の西鉄久留米～信愛学院間が廃止・全便西鉄久留米起終点に変更となった。

#### 綾部線
- 41：鳥栖駅前 - 西鉄鳥栖 - 藏の上 - 麓駅前 - 綾部 - 中原 - 国立東佐賀病院 - 千栗 - 豆津橋 - JR久留米駅 - 荘島 - 西鉄久留米
  - 鳥栖市内からみやき町を経由して久留米市へ向かう路線で、久留米～鳥栖線と違い大回りとなるため所要時間はおよそ1時間となる。中型ワンステップ車を使用する。

#### 鳥栖 - 神埼線

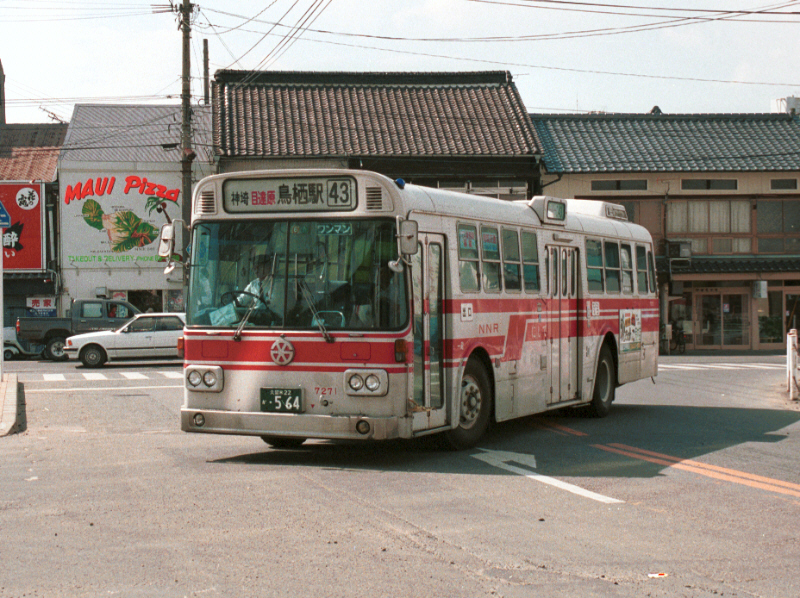
過去の車両

- 過去の車両43：鳥栖駅前 - 西鉄鳥栖 - 村田 - 佐賀成田山前 - 中原 - 目達原 - 神埼駅通り - 神埼駅
  - 鳥栖市からみやき町、吉野ヶ里町、神埼市へ向かう路線で、沿線には佐賀競馬場やブリヂストン工場、佐賀成田山があるためこちらへの利用客もある。大半は目達原発着となる。2021年10月1日ダイヤ改正より、神埼駅通り～神埼駅間が延伸された。中型車を使用するが、鳥栖交通カラー車が使用されることもある。
  - かつては、西鉄久留米、佐賀駅バスセンター行きや旧東脊振村の松隈経由永山行きが存在した。

#### 鳥栖プレミアムアウトレット線
- 直行20
  - 鳥栖駅前←本通町一丁目←鳥栖プレミアムアウトレット
  - 鳥栖駅前 - 鳥栖プレミアムアウトレット - 弥生が丘駅 - 姫方 - 幡崎 - 西鉄小郡駅
- 30：鳥栖プレミアムアウトレット - 姫方 - 幡崎 - 西鉄小郡駅
  - 鳥栖駅前～鳥栖プレミアムアウトレット間は直行20番として運行される。
  - 鳥栖プレミアムアウトレット～西鉄小郡駅間は行先番号が30番へ変更され運行されている。
  - 鳥栖プレミアムアウトレット始発便の鳥栖駅前行きのみ、本通町一丁目（降車のみ）に停車する（それ以外は直行）。大半は鳥栖プレミアムアウトレット発着だが、鳥栖駅 - 西鉄小郡駅間の全区間運転もある。2010年10月18日ダイヤ改正前までは、弥生が丘駅 - 西鉄小郡駅間はノンストップであった。

- 20(各停)

鳥栖駅前 - 本通町一丁目 - 西鉄鳥栖 - 合町 - 加藤田町入口 - くすり博物館入口 - 鳥栖プレミアムアウトレット
- 1日1往復のみ（午前に鳥栖プレミアムアウトレット行き・午後に鳥栖駅前行き）の運転である。鳥栖駅前方面の系統と直通運行する便も存在する。  両系統は2013年8月のダイヤ改正で一部ルート変更（15番(現直行20番)については鳥栖駅から門前（バイパス）までがこれまでの西鉄鳥栖・バイパス経由から鳥栖高校・大木経由に変更）と行先番号が表示されるようになった。

#### 基山 - 大興善寺線
- JR基山駅 - 小松（大興善寺）
  - 臨時バスで、ノンストップ運転。
  - 大興善寺のつつじ（概ね4月下旬から5月初めのゴールデンウィーク期）及び紅葉（概ね11月下旬）が見頃となる時期のみ運行される。

かつては佐賀県佐賀市・千代田町・東脊振村・基山町、福岡県筑紫野市・大刀洗町・三輪町・甘木市・北野町など、福岡県の筑後北部にも乗り入れていたが、慢性的な乗客減少により、以上の全ての路線(プレミアムアウトレット線を除く)が鳥栖市や沿線自治体からの補助金を受けている。

## コミュニティバス

### 小郡市コミュニティバス

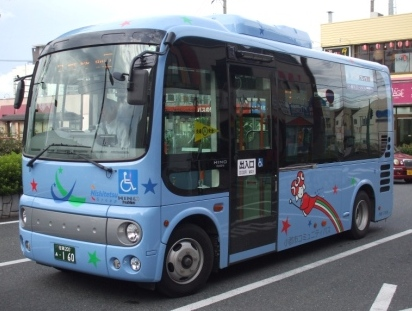
小郡市コミュニティバス・日野・ポンチョ

福岡県小郡市からの受託運行。七夕ふれあい号の愛称が付けられている。
- 1：■古隈・今朝丸ルート
  - 小郡今朝丸 - 赤川 - 十楽 - 末次 - 高島 - 味坂郵便局 - 平方 - 古飯 - 二森 - あすてらす - 大崎 - 小郡市役所 - 文化会館
- 2：■端間・大原ルート
  - 自衛隊前 - 大原 - 小郡幼稚園 - 下小郡 - 西鉄小郡駅 - 小郡交流センター東 - 福童公園 - 端間駅 - 宝城中学校 - 二森 - あすてらす - 大崎 - 小郡市役所 - 文化会館
- 3：■横隈・津古ルート
  - 光が丘 - 津古 - みくに野団地 - 三国が丘駅東 - みくに野東 - 東古賀 - ふれあい館三国 - 三国小学校東 - 大保公民館 - イオン小郡ショッピングセンター - 市役所東 - 文化会館 - 小郡市役所 - 大崎 - あすてらす
- 4：■下岩田・乙隈ルート
  - 三国が丘駅東口 - 乙隈公民館 - 上茶屋 - 一里木 - 立石 - 三軒屋 - 薬師町 - 松崎 - 下岩田公民館 - 後川橋 - 小郡市役所 - 文化会館 - 小郡郵便局 - 大崎 - あすてらす
- 5：■東野・美鈴が丘ルート
  - 三国が丘駅前 - 美鈴の杜調査センター - 美鈴が丘 - 希みが丘 - 上田町公園 - 松尾口 - 中隈 - 東野小学校 - 若山 - 西鉄小郡駅 - 市役所東 - 文化会館 - 小郡市役所 - 大崎 - あすてらす
- 6：■井上・今隈ルート
  - 甘鉄今隈駅 - 花立公民館 - 立石交差点 - 吹上 - 下鶴 - イオン小郡ショッピングセンター - 井上 - 上岩田 - 文化会館 - 小郡市役所 - 大崎 - あすてらす
- 7：大保・文化会館ルート
  - イオン小郡ショッピングセンター - 大板井2区公民館 - 官衙遺跡公園東 - 市役所東 - 大板井 - 文化会館

## 特定輸送
- 東明館中学校・高等学校から、基山、小郡駅発着のスクールバス運行を受託している。
- 鳥栖市に事業所を置く企業（アマゾンワールドインテック・パナソニック・日本タングステンなど）から、鳥栖駅・基山駅・小郡駅・筑紫駅発着の従業員送迎バスの運行を受託している。

## 以前の路線

### 2009年8月31日まで
- 17
  - 筑紫駅前 - 筑紫 - 筑紫神社前 - JR原田駅 - 原田郵便局前 - 美しが丘 - ニュータウン第一 - 希みが丘 - 美鈴が丘 - 美鈴の杜調査センター - 三国が丘駅
  - JR原田駅 - 美しが丘南 - ニュータウン第一 - 希みが丘 - 美鈴が丘 - 美鈴の杜調査センター - 三国が丘駅

### 2009年9月30日まで
- 1：鳥栖駅前 - 永吉 - （弥生が丘駅→弥生が丘病院前→産業団地→八ツ並公園入口→弥生が丘駅）　　1および2のカッコ内は循環区間
- 2：鳥栖駅前 - くすり博物館入口 - （弥生が丘入口→産業団地→弥生が丘病院前→弥生が丘駅→八ツ並公園入口→弥生が丘入口）
- 3：鳥栖駅前 - 鎗田 - 大木 - 萱方 - 門前 - 河内ダム - 河内
- 4：鳥栖駅前 - 西鉄鳥栖〔鳥栖支社〕 - 大木 - 萱方 - 東橋 - 市民の森 - 河内
- 8：西部工業団地口 - 麓駅前〔肥前麓駅〕 - 大楠 - 西鉄鳥栖〔鳥栖支社〕 - 鳥栖駅前 - 姫方 - 西鉄小郡駅 - 太刀洗駅前 - 東田 - 甘木バスセンター
- 9：西鉄鳥栖〔鳥栖支社〕 - 鳥栖駅前 - 姫方 - 西鉄小郡駅 - 太刀洗駅前 - 新町 - 甘木バスセンター
- 10：西鉄鳥栖〔鳥栖支社〕 - 鳥栖駅前 - 高田 - 警察署 - 西鉄久留米〔西鉄久留米駅〕 - JR久留米駅
- 15：鳥栖駅前 - 西鉄鳥栖〔鳥栖支社〕 - 大楠 - 麓駅前 - 旭小学校前 - 旭駅前〔肥前旭駅〕 - 下野南
- 41：鳥栖駅前 - 西鉄鳥栖〔鳥栖支社〕 - 蔵の上 - 麓駅前 - 綾部 - 中原駅前 - JR久留米駅 - 西鉄久留米〔西鉄久留米駅〕
- 43：鳥栖駅前 - 西鉄鳥栖〔鳥栖支社〕 - 中原駅前 - 目達原 - 神埼駅通り
- 鳥栖駅前 - (直行) - 鳥栖プレミアムアウトレット - 弥生が丘駅 - 西鉄小郡駅

### 2010年3月31日まで
- 基山町循環バス

佐賀県基山町からの受託運行。2010年3月をもって契約終了となり、基山タクシーのジャンボタクシーに変更された。

### 2011年9月25日まで
- 鳥栖プレミアムアウトレット - 新鳥栖駅
  - 新鳥栖駅開業に伴い、2011年3月12日ダイヤ改正で新鳥栖駅からの直行便が設定された。当初は平日にも運転されていたが、利用客が少なかったため後に土休日のみの運転となり、さらに9月25日には廃止された。

### 2012年9月30日まで
- 0：西鉄鳥栖 - 鳥栖駅前 - 曽根崎 - 流通業務団地南 - 飯田町けいしん - 幡崎 - 基里老人センター前 - 曽根崎 - 鳥栖駅前 - 西鉄鳥栖
  - 基里（きざと）線。循環系統で、午前中の便は飯田町けいしん→基里老人センターの順、午後は反対回りで運行されていた。運行当時は基本的に小型車のみでの運行で、中型ショート車が使われることがあった。
  - 休止後は、鳥栖市内でミニバスを運行する鳥栖構内タクシーに移管された。
- 6：鳥栖駅前→市役所前→太田観音入口→赤坂→弥生が丘駅→産業団地→シーエックスカーゴ→弥生が丘駅→赤坂→太田観音入口→市役所→鳥栖駅前
  - 弥生が丘線。シーエックスカーゴの構内に入らないようになった。

### 2014年3月31日まで
- 17：筑紫駅西口 - 筑紫 -筑紫神社前 - JR原田駅 - 美しが丘南 - ニュータウン第一 - 美しが丘 - 美しが丘北公民館前 - 光が丘一丁目 - 光が丘四丁目 - 新津古橋 - 老人ホーム前 - ニュータウン第一 - 美しが丘南 - JR原田駅 - 筑紫神社前 - 筑紫- 筑紫駅西口
  - 筑紫駅前 - 筑紫 - 筑紫神社前 - JR原田駅 - 原田郵便局前 - 美しが丘北公民館前 - 光が丘一丁目 - 光が丘四丁目 - 新津古橋 - 老人ホーム前 - 美しが丘 - 原田郵便局前 - JR原田駅 - 筑紫神社前 - 筑紫 - 筑紫駅西口
  - 筑紫野ニュータウン線。2014年4月1日、西鉄バス二日市に移管された。

### 2018年9月30日まで

#### みやき町コミュニティバス

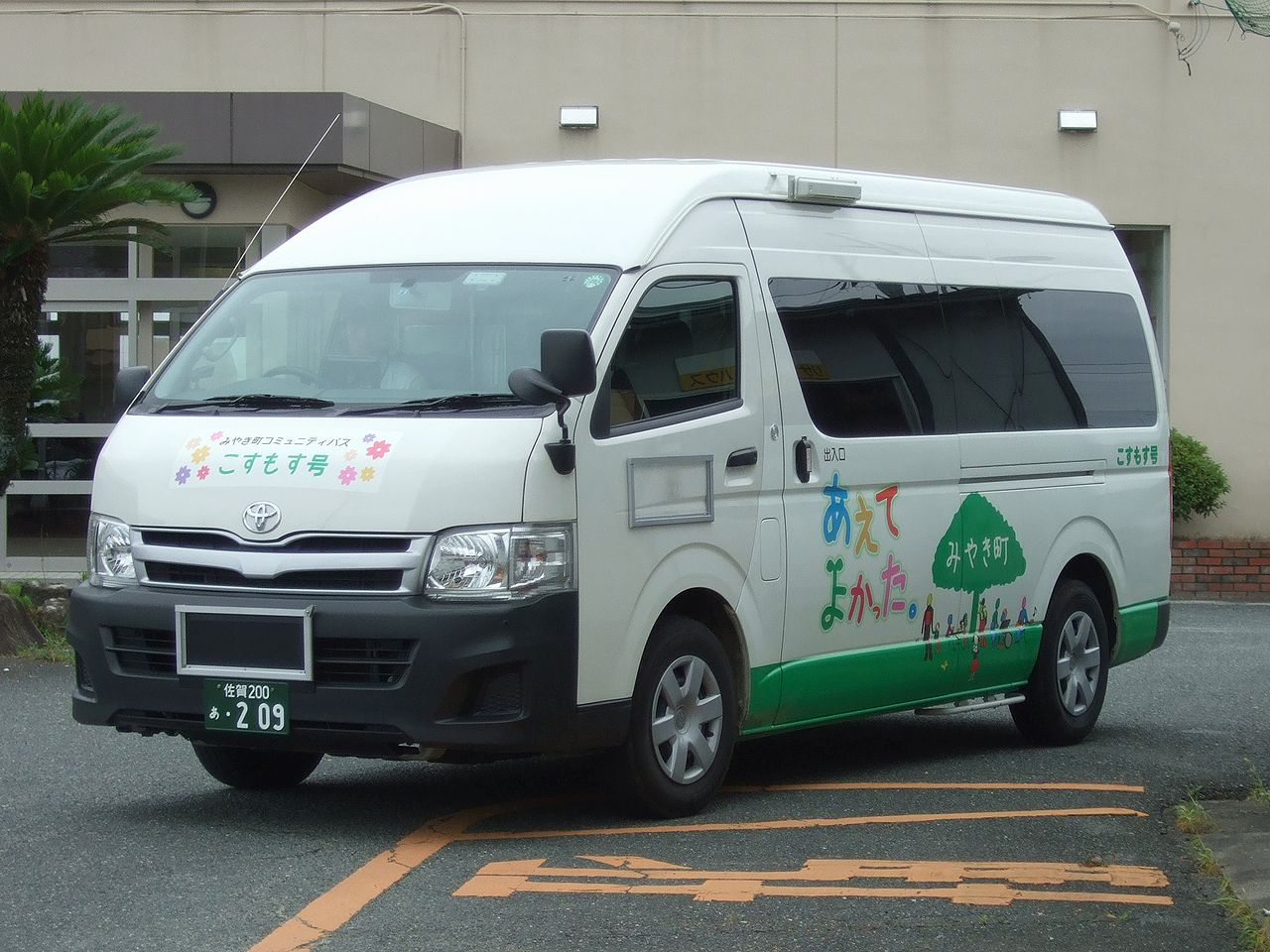
みやき町コミュニティバス「こすもす号」

佐賀県みやき町からの受託運行。専用車両（トヨタ・ハイエース）2台を使用し、それぞれ「さくら号」「こすもす号」の愛称が付けられていた。
2009年9月1日運行開始。地域交通活性化の調査・研究を目的とする試行運行で、国から全額補助を受け運賃を無料として運行開始。日祝日は運休。水曜日・土曜日に運行する南北ルート、月曜日・木曜日に運行する東南&西北ルート、火曜日・金曜日に運行する西南&東北ルートが設定された。車両は「コスモス号」の愛称が付けられた専用車両（三菱ふそう・ローザ）1台を使用した。
2012年3月31日限りで試行期間が満了し運行を終了したが、同年5月から火曜日・木曜日に南北ルートの運行を再開した。火曜日・木曜日が祝日や盆と重なる場合は運休する。
2012年10月1日より5路線で運行開始。運賃100円を収受するようになり、車両もハイエースに置き換えられた。
2019年10月1日より車両ごと鳥栖構内タクシーに移管された。

### 2020年9月30日まで
吉野ヶ里町コミュニティバス

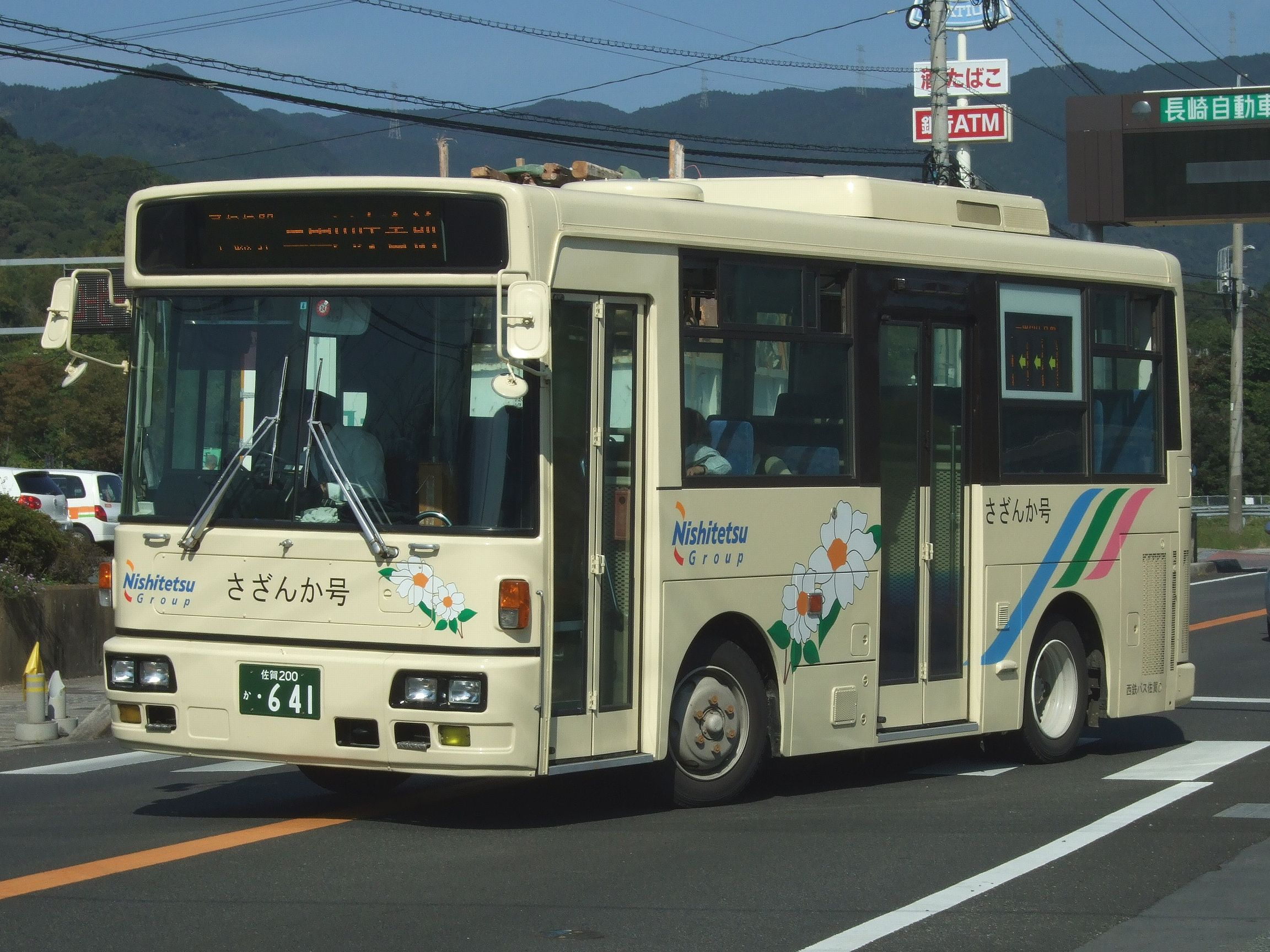
吉野ヶ里町コミュニティバス（さざんか号）

佐賀県吉野ヶ里町から委託を受け運行しているコミュニティバス。2003年10月1日に西鉄が東脊振村内のほとんどの路線を廃止したのを機に、東脊振村が三田川町の吉野ケ里公園駅と村内各地を結ぶコミュニティバス「さざんか号」として運行開始した。三田川町と東脊振村が合併して発足した吉野ヶ里町に引き継がれ、2007年1月9日に旧三田川町域でも運行を開始した。その後、ダイヤ改正や路線再編を何度か実施している。運賃100円。土日祝日・年末年始は運休。
専用車両（日産ディーゼルRN）2台を使用し、それぞれ「さざんか号」「さくら号」の愛称が付けられている。運行開始当初は貸切車を転用した小型車（日野レインボー7M）1台に「さざんか号」の愛称を付けて使用していたが、上記の2007年の路線拡大にあわせて同形車をもう1台転用して「さくら号」の愛称を付け、2台を使用している。2011年9月1日に西鉄バス二日市から転入した現行車に置き換えられた。
乗務員の人手不足に伴い、2020年9月30日をもって運行から撤退。撤退した路線、便については、吉野ヶ里観光タクシーが引き継いで運行している。

### 2021年9月30日まで
きやまコミュニティバス
- けやき台・高島線、中心部巡回線
  - 基山駅 - けやき台 - 基山駅 - 高島団地 - 基山駅 - 基山町役場 - 基山駅

佐賀県基山町からの受託運行。基山タクシーが運行していた無料福祉バスを2014年4月1日にコミュニティバスに変更し、基幹路線である当路線を西鉄バス佐賀が運行している。他の路線は従来通り基山タクシーが担当する。2014年6月30日まで無料で試行運行し、翌7月1日より有料化（大人100円）された。2021年10月1日ダイヤ改正で運行から撤退。再び基山タクシーが運行を担当する。
桧原営業所から転入した三菱ふそう・ローザ(0373)が専用車として使用される。なお、枝線は基山タクシーの運行。